# Chasseneuil-du-Poitou
Chasseneuil-du-Poitou – miejscowość i gmina we Francji, w regionie Nowa Akwitania, w departamencie Vienne.
Według danych na rok 1990 gminę zamieszkiwały 3002 osoby, a gęstość zaludnienia wynosiła 170 osób/km² (wśród 1467 gmin regionu Poitou-Charentes Chasseneuil-du-Poitou plasuje się na 74. miejscu pod względem liczby ludności, natomiast pod względem powierzchni na miejscu 477.).